# Numai

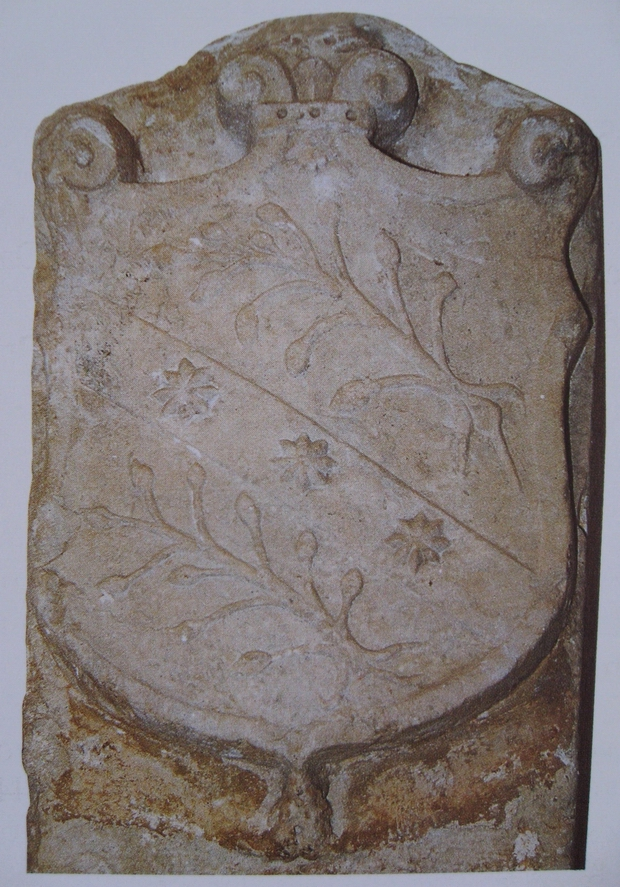
Stemma della famiglia Numai

I Numai sono un'antica famiglia nobile della città di Forlì.

## Storia
Già nel 1258 è ricordato un Guglielmo Numai, mentre consta che nel 1293 una via di Forlì prendesse nome da un Giuliano Numai.
Nella vita cittadina, i Numai furono molto attivi, scontrandosi spesso con un'altra nobile e potente famiglia, quella dei Morattini.
Della famiglia, si possono ricordare:
- Giovanni Numai, vescovo di Sarsina dal 1360 al 1385
- Giuliano Numai (secolo XIV), medico e filosofo: pare anzi che, nel XIV secolo i Numai di nome Giuliano e di professione medico e filosofo siano stati due
- Giovanni Numai (secolo XIV), medico e filosofo
- Giovanni Numai (XIV-XV secolo), fu vescovo di Forlì dal 1401 al 1411, vicario apostolico
- Alessandro Numai (secolo XV), vescovo di Forlì e letterato
- Guglielmo Numai, fratello di Alessandro, fu gonfaloniere di Forlì nel 1428, ambasciatore di Antonio Ordelaffi presso la Corte Pontificia, stretto collaboratore di Francesco IV Ordelaffi
- Luffo Numai, figlio di Guglielmo, fu un uomo politico molto in vista, che intrattenne stretti rapporti con Pino III Ordelaffi, Sinibaldo II Ordelaffi, Caterina Sforza e Cesare Borgia, che ospitò in casa
- Cristoforo Numai (XV-XVI secolo), vescovo di Alatri e di Isernia, Cardinale
- Pino Numai (XV-XVI secolo), Conte del Sacro Palazzo Imperiale, dottore in legge e avvocato della comunità di Forlì
- Antonio Numai (XVI secolo), nipote di Cristoforo, vescovo di Isernia, letterato, tradusse alcune opere di Giusto Lipsio; partecipò al Concilio di Trento.

L'ultimo conte, Giuseppe Numai, fu mazziniano e garibaldino. Sposò -stile Anita Garibaldi, cioè¨ con passaggio e fuga - una Catherina Reinhart o Reinach, di Francoforte, con la quale ebbe poi intorno 
agli anni 1830 una piantagione in Louisiana e due figli, un maschio, successivamente deceduto per malattia in giovane età, e una femmina - Camilla.
È probabile la sua partecipazione alla difesa della Repubblica romana nel 1848, nelle file della Legione Romagnola. Dopo il 1859 fu riconosciuto come veterano del Regio Esercito e si trasferì a Torino.
La figlia Camilla, uscita dallo stesso Collegio in cui era presente una giovane di casa Savoia, fu fatta sposare a un tal Magnani, pubblico impiegato assai più anziano. Le morirono per difterite et similia quasi tutti i figli, mentre lei sopravviveva insegnando alle figlie della piccola aristocrazia e buona borghesia torinese quanto appreso nel collegio esclusivo di cui sopra: ricamo, musica, belle maniere, ecc
L'unica figlia sopravvissuta, Angiola Giulia, sposò l'ebanista e scultore Giacomo Cometti da cui ebbe due figli, di nuovo un maschio morto a 24 anni nel 1934, e una femmina, Paola, il cui figlio - Angelo Michelsons (1953-2014) - era l'unico discendente della famiglia Numai.
La famiglia ha lasciato alcune tracce architettoniche:
- All'imbocco di Corso Mazzini, provenendo da Piazza Saffi, sulla sinistra si può scorgere la Torre Numai, sopravvivenza delle tante torri medioevali che ornavano la città
- Accanto alla Torre, sorge il Palazzo Foschi-Numai, oggi parzialmente visitabile in quanto sede di un interessante Museo ornitologico.

Ma in particolare Luffo Numai ha voluto far erigere, per sé e la moglie, Caterina Paulucci, nella Basilica di San Pellegrino Laziosi, un pregevole monumento funebre, rilievo opera di Tommaso Fiamberti e Giovanni Ricci (1502).

## Arma
D'oro, alla banda d'azzurro, caricata di tre stelle del campo ed accompagnate da due maie, alias rami d'alloro al naturale posti nel senso della banda, uno in capo, e l'altro in punta.